# Новая волна 2013
Но́вая волна́ 2013 (англ. New Wave 2013; латыш. 2013. gada Jaunais Vilnis) — 12-й Международный конкурс молодых исполнителей «Новая волна», который состоялся с 23 по 28 июля 2013 года в концертном зале «Дзинтари», в Юрмале (Латвия). Победителем конкурса стал представитель от Кубы Роберто Кел Торрес.

## Участники
| Имя, Фамилия         | Страна      |
| -------------------- | ----------- |
| Аркадий Войтюк       | Украина     |
| Linda Teodosiu       | Германия    |
| Чингиз Мустафаев     | Азербайджан |
| Айбек Бакытбеков     | Кыргызстан  |
| Peteris Upelnieks    | Латвия      |
| Elva Patty           | Индонезия   |
| Дуэт «Санта-Барбара» | Россия      |
| Мери Мнджоян         | Армения     |
| Vinh Khuat           | Вьетнам     |
| Ольга Диброва        | Украина     |
| Roberto Kel Torres   | Куба        |
| Adam                 | Казахстан   |
| Юлия Терещенко       | Россия      |
| Арсений Бородин      | Россия      |
| Саломе Катамадзе     | Грузия      |
| Группа «Fruktы»      | Россия      |

## 1-й конкурсный день (24 июля 2013)
| №  | Страна      | Исполнитель          | Песня                                  | Баллы | Место |
| -- | ----------- | -------------------- | -------------------------------------- | ----- | ----- |
| 01 | Украина     | Аркадий Войтюк       | Kiss                                   | 106   | 12    |
| 02 | Германия    | Linda Teodosiu       | Come Together                          | 107   | 11    |
| 03 | Азербайджан | Чингиз Мустафаев     | Livin La Vida Loca                     | 109   | 9     |
| 04 | Кыргызстан  | Айбек Бакытбеков     | Nothing’s Gonna Change My Love for You | 109   | 9     |
| 05 | Латвия      | Peteris Upelnieks    | No woman, No Cry                       | 107   | 11    |
| 06 | Индонезия   | Elva Patty           | Through the fire                       | 112   | 8     |
| 07 | Россия      | Дуэт «Санта-Барбара» | Love You Like a Love Song              | 115   | 5     |
| 08 | Армения     | Мери Мнджоян         | All by Myself                          | 114   | 6     |
| 09 | Вьетнам     | Vinh Khuat           | Superstition                           | 117   | 4     |
| 10 | Украина     | Ольга Диброва        | Don’t Speak                            | 108   | 10    |
| 11 | Куба        | Roberto Kel Torres   | Historia de un amor                    | 121   | 1     |
| 12 | Казахстан   | Adam                 | Ain’t No Sunshine                      | 113   | 7     |
| 13 | Россия      | Юлия Терещенко       | Never Never Gonna Give You Up          | 115   | 5     |
| 14 | Россия      | Арсений Бородин      | Yesterday                              | 117   | 4     |
| 15 | Грузия      | Саломе Катамадзе     | End of the Road                        | 120   | 2     |
| 16 | Россия      | Группа «Fruktы»      | Sweet Dreams                           | 118   | 3     |

## 2-й конкурсный день (25 июля 2013)
Во второй конкурсный день состоялся «День дуэтов» — молодые таланты спели вместе с победителями и лауреатами «Новой волны» прошлых лет.
| №  | Страна      | Исполнитель          | Артист в дуэте    | Песня               | Баллы | Место |
| -- | ----------- | -------------------- | ----------------- | ------------------- | ----- | ----- |
| 01 | Германия    | Linda Teodosiu       | Анастасия Стоцкая | Wind of Change      | 109   | 8     |
| 02 | Азербайджан | Чингиз Мустафаев     | Полина Гагарина   | Спектакль окончен   | 110   | 7     |
| 03 | Россия      | Арсений Бородин      | Ирина Дубцова     | Ну и что            | 116   | 3     |
| 04 | Украина     | Аркадий Войтюк       | Тина Кароль       | Ніжно               | 104   | 9     |
| 05 | Латвия      | Peteris Upelnieks    | Liene Candy       | Любовь настала      | 104   | 9     |
| 06 | Кыргызстан  | Айбек Бакытбеков     | Джамала           | Smile               | 110   | 7     |
| 07 | Вьетнам     | Vinh Khuat           | Brandon Stone     | Подмосковные вечера | 117   | 2     |
| 08 | Россия      | Дуэт «Санта-Барбара» | Нюша              | Акапулько           | 114   | 4     |
| 09 | Россия      | Юлия Терещенко       | Сергей Лазарев    | Даже если ты уйдешь | 117   | 2     |
| 10 | Армения     | Мери Мнджоян         | Эрик              | Твои следы          | 120   | 1     |
| 11 | Грузия      | Саломе Катамадзе     | Дуэт «Georgia»    | Kintauri            | 117   | 2     |
| 12 | Россия      | Группа «Fruktы»      | Трио «JukeBox»    | Любочка             | 112   | 5     |
| 13 | Индонезия   | Elva Patty           | Sandhy Sondoro    | End of the Rainbow  | 111   | 6     |
| 14 | Казахстан   | Adam                 | Макпал Исабекова  | Спасибо             | 116   | 3     |
| 15 | Украина     | Ольга Диброва        | Иван Дорн         | Стыцамен            | 117   | 2     |
| 16 | Куба        | Roberto Kel Torres   | Gabriella         | Besame mucho        | 120   | 1     |

## 3-й конкурсный день (27 июля 2013)
| №  | Страна      | Исполнитель          | Песня                | Баллы | Место |
| -- | ----------- | -------------------- | -------------------- | ----- | ----- |
| 01 | Казахстан   | Adam                 | Гулистан Казахстаным | 118   | 3     |
| 02 | Латвия      | Peteris Upelnieks    | Inspiration          | 108   | 10    |
| 03 | Кыргызстан  | Айбек Бакытбеков     | Махабатым            | 110   | 9     |
| 04 | Украина     | Ольга Диброва        | Music is Everything  | 103   | 11    |
| 05 | Азербайджан | Чингиз Мустафаев     | Моя женщина          | 113   | 7     |
| 06 | Куба        | Roberto Kel Torres   | Моя любимая          | 116   | 4     |
| 07 | Индонезия   | Elva Patty           | Aku Bagaimana        | 112   | 8     |
| 08 | Армения     | Мери Мнджоян         | Я и только ты        | 110   | 9     |
| 09 | Россия      | Юлия Терещенко       | Moscow Night         | 120   | 1     |
| 10 | Россия      | Группа «Fruktы»      | Петь тебе            | 115   | 5     |
| 11 | Вьетнам     | Vinh Khuat           | Whatever you Want    | 120   | 1     |
| 12 | Россия      | Арсений Бородин      | Если я …             | 119   | 2     |
| 13 | Украина     | Аркадий Войтюк       | Мамо                 | 112   | 8     |
| 14 | Германия    | Linda Teodosiu       | I Run                | 115   | 5     |
| 15 | Грузия      | Саломе Катамадзе     | Change My Life       | 119   | 2     |
| 16 | Россия      | Дуэт «Санта-Барбара» | Жадная               | 114   | 6     |

## Результаты
| Страна      | Исполнитель          | Баллы | Место |
| ----------- | -------------------- | ----- | ----- |
| Куба        | Roberto Kel Torres   | 357   | 1     |
| Грузия      | Саломе Катамадзе     | 356   | 2     |
| Вьетнам     | Vinh Khuat           | 354   | 3     |
| Россия      | Арсений Бородин      | 352   | 4-5   |
| Россия      | Юлия Терещенко       | 352   | 4-5   |
| Казахстан   | Adam                 | 347   | 6     |
| Россия      | Группа «Fruktы»      | 345   | 7     |
| Армения     | Мери Мнджоян         | 344   | 8     |
| Россия      | Дуэт «Санта-Барбара» | 343   | 9     |
| Индонезия   | Elva Patty           | 335   | 10    |
| Азербайджан | Чингиз Мустафаев     | 332   | 11    |
| Германия    | Linda Teodosiu       | 331   | 12    |
| Кыргызстан  | Айбек Бакытбеков     | 329   | 13    |
| Украина     | Ольга Диброва        | 328   | 14    |
| Украина     | Аркадий Войтюк       | 322   | 15    |
| Латвия      | Peteris Upelnieks    | 319   | 16    |

## Ведущие
- Александр Ревва
- Анжелика Варум
- Анна Семенович
- Валерий Сюткин
- Владимир Зеленский
- Екатерина Осадчая
- Игорь Верник
- Лера Кудрявцева
- Липа Тетерич
- Николай Фоменко
- Потап
- Сергей Лазарев

## Программа конкурса
- 23 июля — Грандиозный гала-концерт, посвященный открытию конкурса — Специальный гость — Garou
- 24 июля — Первый конкурсный день — День мирового хита — Специальные гости — Julio Iglesias и IL DIVO
- 25 июля — Второй конкурсный день — Хит своей страны
- 26 июля — Традиционный турнир по пляжному футболу между командами звезд шоу-бизнеса и конкурсантами «Новой Волны»
- 26 июля — Творческий вечер Леонида Агутина
- 27 июля — Турнир по теннису между звездами конкурса «Новая Волна» и профессионалами
- 27 июля — Третий конкурсный день — День премьер — Специальный гость — Лара Фабиан
- 28 июля — Гала-концерт, посвященный закрытию конкурса — Специальные гости — Alessandro Safina и Emma Chaplin

## Жюри конкурса
- Игорь Крутой — председатель жюри
- Валерия
- Лайма Вайкуле
- Валерий Меладзе
- Константин Меладзе
- Игорь Николаев
- Игорь Матвиенко
- Леонид Агутин
- Юрий Антонов
- Максим Фадеев
- Тото Кутуньо

## Первый день. Открытие фестиваля (23 июля 2013 года)

### Ведущие
Сергей Лазарев, Липа Тетерич, Александр Ревва, Лера Кудрявцева, Потап, Анна Семенович

### На открытии фестиваля выступили
- Дискотека Авария — «Ноги»
- Ани Лорак — «Зажигай сердце»
- Валерий Меладзе и Валерия — «Не теряй меня»
- Сосо Павлиашвили — «От Тверской до Строгино»
- Потап и Настя — «Вместе»
- Тина Кароль и Brandon Stone — «Намалюю тобі зорі»
- A-Dessa — «Fire»
- Sandhy Sondoro — «When a Man Loves a Woman»
- Кристина Орбакайте — «Маски»
- Доминик Джокер — «Прощай»
- Niloo и King Boys Studio — «Open Your Hearts»
- Ева Польна — «Весь мир на ладони моей»
- Иосиф Кобзон — «Признание»
- Нюша — «Наедине»
- Александр Коган — «Кто придумал мир»
- Александр Буйнов — «Юга-Севера»
- Альбина Джанабаева — «Капли»
- Валерий Леонтьев — «Принцесса на горошине»
- Джамала — «У осени твои глаза»
- Сергей Лазарев — «Слезы В Моем Сердце»
- Аида Гарифуллина и Игорь Крутой — «Птица белая»
- Анастасия Стоцкая — «Влюбляться»
- Дима Билан — «Лови мои цветные сны»
- Лайма Вайкуле — «Дикое Танго»
- Garou — «Belle», «Guitan», «Quand tu danses»
- Конкурсанты — «Юрмала»

## Второй день. День Мирового хита (24 июля 2013 года)

### Ведущие
Владимир Зеленский, Липа Тетерич, Сергей Лазарев

### На Дне мирового хита выступали
- Julio Iglesias — «Careless Whisper», «Caruso»
- Julio Iglesias и Александр Коган — «Crazy»
- Валерий Леонтьев — «Вечная любовь»
- Тото Кутуньо — «Salut»
- Дискотека Авария — «Gonna Make You Sweat»
- Алексей Чумаков — «Isn’t She Lovely»
- Тимур Родригез — What Is Love»
- Emin — «Рок-н-ролл»
- Il Divo — «Can’t Help Falling in Love», «My Way», «Hero»

## Третий день. Хит своей страны (25 июля 2013 года)

### Ведущие
Николай Фоменко, Анна Семенович, Потап

### На Дне хита своей страны выступили
- Валерия — «По серпанитину»
- Игорь Крутой — «Третье сентября»
- Юрий Антонов — «Родные места»
- Валерий Меладзе и Вахтанг — «Свет уходящего солнца»
- Игорь Матвиенко и Николай Расторгуев — «Ты неси меня река»
- Леонид Агутин — «Пора домой»
- Лайма Вайкуле — «Прощание славянки»
- Игорь Николаев — «Лучшая из лучших»
- Тото Кутуньо — «L’italiano vero»

## Традиционный турнир по пляжному футболу «New Wave Cup» (26 июля 2013 года)

### Состав Сборной Звёзд
- Александр Румянцев (Генеральный директор «Новой волны»)
- Арман Давлетяров (Генеральный директор телеканала «Муз-ТВ»)
- Лера Кудрявцева
- Emin

### Состав Сборной конкурсантов «Новой волны 2013»
- Аркадий Войтюк
- Linda Teodosiu
- Чингиз Мустафаев
- Айбек Бакытбеков
- Peteris Upelnieks
- Elva Patty
- дуэт «Санта-Барбара»
- Мери Мнджоян
- Vinh Khuat
- Ольга Диброва
- Roberto Kel Torres
- Adam
- Юлия Терещенко
- Арсений Бородин
- Саломе Катамадзе
- группа «Fruktы»

### Ход событий матча
- Победителями стали звёзды со счетом 6:4

## Четвёртый день. Творческий вечерЛеонида Агутина(26 июля 2013 года)

### Ведущие
Анжелика Варум, Валерий Сюткин

### На творческом вечере выступили
- Анжелика Варум и Валерий Сюткин — «Пароход»
- Николай и Леонид Агутины — «Босоногий мальчик»
- Юрий Антонов — «Разговор о дожде»
- Ани Лорак — «Если ты когда-нибудь меня простишь»
- Валерия и Валерий Меладзе — «Королева»
- Ирина Дубцова и Батырхан Шукенов — «Не уходи далеко»
- Georgia — «Прощай»
- Доминик Джокер — «Кого не стоило бы ждать»
- IOWA и Интарс Бусулис — «Как не думать о тебе»
- Лариса Долина — «Любовь и одиночество»
- Juke Box Trio — «Граница»
- Тина Кароль — «Всё в твоих руках»
- Наталья Подольская и Владимир Пресняков — «Февраль»
- Нюша — «Самая лучшая»
- Леонид Агутин и Сосо Павлиашвили — «Каких-то тысяча лет»
- Алексей Чумаков и Рустам Штар — «Ole ole»
- Николай Расторгуев — «Не позволь мне погибнуть»
- Николай Расторгуев и Николай Фоменко — «По дороге на юг»
- Полина Гагарина — «Не жди меня»
- Игорь Николаев и Юлия Проскурякова — «Две дороги, два пути»
- Дима Билан — «Голос высокой травы»
- А’Студио — «Половина сердца»
- Иван Дорн — «Летний дождь»
- Сергей Лазарев — «Остров»
- Потап и Настя — «Парень чернокожий»
- Григорий Лепс — «Игрушки»
- Uma2rmaH — «Хоп Хэй Лала Лэй»
- Святослав Вакарчук — «Я буду всегда с тобой»
- Николай Носков и Александр Маршал — «Аэропорты»
- Андрей Макаревич и Леонид Агутин — «Песня последних романтиков»
- Леонид Агутин и участники творческого вечера — «На сиреневой луне»

## Пятый день. День премьер (27 июля 2013 года)

### Ведущие
Екатерина Осадчая, Игорь Верник, Лера Кудрявцева, Александр Ревва

### На дне премьер выступали
- Григорий Лепс и Ани Лорак — «Зеркала»
- Григорий Лепс, Тимати и Артём Лоик — «Никотин»
- Иосиф Кобзон — «Душа»
- Владимир Пресняков и Наталья Подольская — «Kissлород»
- Борис Моисеев — «Живем»
- А-Студио — «Хочу влюбиться»
- Александр Ревва — «Я — звезда»
- Серебро — «Mi Mi Mi»
- Lara Fabian и Игорь Крутой — «Yin et yang», «Angel Pass Away»
- Дима Билан — «Малыш»

## Шестой день. Гала-концерт, закрытие фестиваля (28 июля2013 года)

### Ведущие
Сергей Лазарев, Липа Тетерич, Александр Ревва, Лера Кудрявцева, Потап, Анна Семенович

### На закрытие фестиваля выступили
- Лев Лещенко — «Ни минуты покоя»
- Тамара Гвердцители и Игорь Крутой — «Музыка»
- Николай Басков — «Ну кто сказал тебе»
- Ирина Аллегрова — «Птица»
- Alessandro Safina — «Крёстный отец», «Скажите девушки»
- Банд’эрос — «Караоке»
- Игорь Николаев и Юлия Проскурякова — «Две звезды»
- Vinh Khauat — «Whatever You Want»
- Жасмин — «Дважды»
- Emin и Ирина Дубцова — «Ангел-бес»
- Саломе Катамадзе и Georgia — «Kintauri»
- А-Студио и Игорь Крутой — «Папа, Мама»
- Натали — «О боже, какой мужчина»
- Тимати и Павел Мурашов — «Впереди»
- Градусы — «Я всегда помню о главном»
- Арсений Бородин — «Если я…»
- Emma Shapplin — «Spente le stelle», «Reptile»
- Roberto Kel Torres — «Historia de yn amor»
- Серебро — «Мало тебя»
- Григорий Лепс и Артём Лоик — «Плен»
- Григорий Лепс — «Московская песня»
- Все участники концерта — «До свиданья, Юрмала»